# Masculino/femenino
Masculino/femenino: el pensamiento de la diferencia es un libro de antropología social escrito por Françoise Héritier. Apareció en 1996, publicado por Odile Jacob en París (Francia), con el título original de Masculin / Féminin: la pensée de de la différence. El libro aborda la problemática de la diferencia simbólica que existe entre hombre y mujeres, dentro del enfoque estructuralista de la antropología, que concibe los fenómenos sociales como sistemas que pueden entenderse a partir de oposiciones entre símbolos y signos. 

## Contenido
A partir de la evidencia histórica de Occidente y datos etnográficos provenientes de diversas sociedades alrededor del mundo, Héritier observa que todas las sociedades las mujeres se encuentran sometidas a la dominación de los hombres. Lo que Héritier se propone en Masculino/femenino es observar los “resquicios y fallos” de los sistemas de representación de la oposición simbólica de los sexos para, a partir de ellos, emprender una labor reflexiva que le lleve a comprender mejor las “razones profundas” de la relación asimétrica entre hombres y mujeres. 
La oposición entre género femenino y masculino es una categoría binaria, y como tal, los términos que la componen cargan implícitamente una valoración negativa o positiva. La conclusión a la que llega Héritier en su libro es que la valoración negativa es asignada en todas las sociedades a las mujeres (2002: 291). Por ello, aunque en Occidente a partir de la década de 1960 las mujeres han venido ganando poder —no sólo en la arena política sino sobre sus propios cuerpos—, Héritier (2002: 298) insiste en que también pueden producirse y se han producido cambios en el sentido contrario, es decir, la reconstrucción de los ámbitos reservados masculinos.

## Estructura del texto
El texto de Héritier está compuesto por doce capítulos. Contiene un pequeño prólogo en el que la autora encuadra el contexto contemporáneo de las relaciones entre los sexos. Al final incluye un apartado de conclusiones donde analiza ese mismo momento histórico a partir de las cuestiones teóricas y etnográficas plasmadas en el libro.
Los dos primeros capítulos se dedican al enfoque teórico de la valencia diferencial de los sexos y las aplicaciones de esto en el campo de la antropología del parentesco. Los capítulos del III al VI hablan sobre los elementos sobre los que se monta la relación jerárquica de los sexos. Los capítulos VII al X retratan representaciones culturales de lo masculino y lo femenino. Los dos últimos capítulos abordan imágenes concebidas en el contexto de la modernidad occidental.